# Fusileros de Assam
Los Fusileros de Assam (AR) son una fuerza paramilitar central responsable de la seguridad fronteriza, la contrainsurgencia y el mantenimiento de la ley y el orden en el noreste de la India. Su principal misión consiste en vigilar la frontera entre la India y Myanmar. La AR es una de las Fuerzas Armadas Centrales de Policía (CAPF) administradas por el Ministerio del Interior. El Ejército de la India mantiene su control operativo. Como fuerza policial central, sus políticas de reclutamiento, prebendas, ascensos y jubilación se rigen por las normas de la CAPF. Aproximadamente el 80 por ciento de los oficiales proceden del Ejército, mientras que el resto procede de los cuadros del AR. El AR está dirigido por el director general de los Fusileros de Assam (DG AR), nombrado por el Ministerio del Interior.
La AR suele recibir los apodos de "Centinelas del Noreste" y "Amigos de la Gente de las Colinas". Es la fuerza paramilitar más antigua de la India, creada originalmente en 1835 como Cachar Levy, una milicia para proteger las plantaciones de té y las fértiles llanuras de Assam contra las tribus rebeldes. Su alcance aumentó con la expansión del Raj británico en el noreste de la India, y se utilizó contra las insurgencias de la región. El cuerpo fue rebautizado como Policía Fronteriza de Assam en 1883, Policía Militar de Assam en 1891 y Policía Militar de Bengala Oriental y Assam en 1913. Obtuvo su nombre actual en 1917. Tras la independencia, la AR pasó a depender del Ministerio de Asuntos Exteriores. Su control operativo se transfirió al Ejército indio tras la guerra China-India de 1962. En 1965 pasó a depender del Ministerio del Interior, pero el Ejército conservó el control operativo.
A lo largo de su historia, los Fusileros de Assam han servido en diversos conflictos y teatros, incluida la Primera Guerra Mundial, en la que sirvieron en Europa y Oriente Medio, y la Segunda Guerra Mundial, en la que sirvieron principalmente en Birmania. Tras la anexión China del Tíbet, se encomendó a los fusileros de Assam la vigilancia de la parte de la frontera tibetana que correspondía a Assam. También desempeñaron un papel decisivo en el mantenimiento de la ley y el orden en Arunachal Pradesh.
Según el informe 2019-2020 del Ministerio del Interior, hay 46 batallones en los Fusileros de Assam con una dotación autorizada de 65.143 efectivos. Desempeñan muchas funciones, como el mantenimiento de la seguridad interna bajo el control del ejército mediante la realización de operaciones de contrainsurgencia y seguridad fronteriza, la prestación de ayuda a la población civil en momentos de emergencia y la facilitación de las comunicaciones, la asistencia médica y la educación en zonas remotas. En tiempos de guerra también pueden utilizarse como fuerza de combate para asegurar las zonas de retaguardia en caso necesario. Desde 2002, la fuerza se encarga de vigilar la frontera entre India y Myanmar.

## Historia

### Antecedentes
Los actuales Fusileros de Assam tienen sus orígenes en una fuerza paramilitar conocida como Cachar Levy, creada por los británicos en 1835 en la región de Assam. Los Fusileros de Assam presumen de ser la fuerza paramilitar más antigua. Con aproximadamente setecientos cincuenta hombres, esta fuerza se formó como unidad policial para proteger los asentamientos contra las incursiones tribales y otros asaltos a medida que el dominio británico se desplazaba lentamente hacia las zonas del noreste de la India.
A pesar de los problemas con el equipamiento y la formación, la contribución de esta fuerza a la apertura de la región a la administración y el comercio fue, no obstante, bastante significativa, y con el tiempo han llegado a ser conocidos como "el brazo derecho de lo civil y [el] brazo izquierdo de lo militar" en la región. En 1870, estos elementos existentes se fusionaron en tres batallones de la Policía Militar de Assam que se distribuyeron en las colinas de Lushai (más tarde 1er batallón), Lakhimpur (2º batallón) y Naga Hills (3er batallón). Más tarde, en 1915, se formó un cuarto batallón en Imfal.Tras la independencia de la India, el coronel Sidhiman Rai, MC, fue nombrado primer DG indio de los Fusileros de Assam.
Desde entonces, el nombre del cuerpo ha sufrido varios cambios, al igual que las funciones que ha tenido que desempeñar.

### Primera Guerra Mundial y años de entreguerras

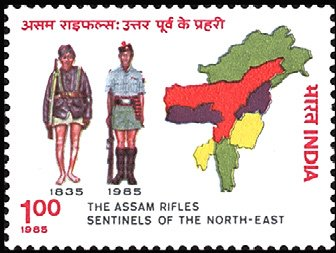
Sello postal de 1985

Durante la Primera Guerra Mundial, los hombres de la entonces denominada Policía Militar de Assam formaron parte de las fuerzas indias que lucharon en Europa y Oriente Próximo. Más de tres mil hombres de la fuerza fueron proporcionados a los regimientos Gorkha del Ejército de la India en este tiempo, ganando setenta y seis premios de gallardía durante el conflicto, incluyendo siete premios de la Orden del Mérito de la India y cinco Medallas de Servicio Distinguido de la India. Estos hombres actuaron con tal distinción que en 1917 se les asignó el nombre de Fusileros de Assam como reconocimiento a su participación en la guerra. Durante la guerra también se utilizaron elementos de la fuerza en la India, para mantener la seguridad interna y liberar tropas del ejército para su uso en el extranjero. Durante este periodo, la acción más destacada tuvo lugar en 1917, cuando columnas de los Fusileros de Assam fueron enviadas a Patna para restablecer la ley y el orden en una ciudad asolada por los disturbios.
Después de la guerra, la fuerza regresó al norte de la India, donde se utilizó para mantener la seguridad en medio de los crecientes disturbios y desórdenes civiles. En colaboración con el ejército Británico Indio, también emprendieron varias expediciones a zonas tribales remotas a lo largo de la frontera nororiental y en Birmania. En 1924 fueron enviados a Malabar, que entonces aún formaba parte de la Presidencia de Madrás, para llevar a cabo operaciones contra los rebeldes de Mopla.

### Segunda Guerra Mundial
Durante la Segunda Guerra Mundial, el papel de los Fusileros de Assam evolucionó una vez más, ya que se les pidieron tareas aún más variadas debido a su condición de organización tanto policial como militar. Esta vez, sin embargo, su servicio se prestaría más cerca de casa. Tras el fulgurante avance Japonés de 1942, los Fusileros de Assam lucharon en una serie de acciones independientes tras las líneas enemigas, ya que la tarea de defensa de la retaguardia y la retaguardia recayó a menudo en ellos durante la retirada de los Aliados hacia la India. Más tarde, cuando una gran afluencia de refugiados huyó del avance de los japoneses hacia la India, se encomendó a los Fusileros de Assam la tarea de gestionar y organizar esta masa de humanidad.
También organizaron un grupo de resistencia en la frontera Indo-Birmana para contrarrestar la invasión Japonesa y hostigar la línea de comunicaciones enemiga. Este grupo se conoció como "Victor Force" (o a veces V-Force), y su núcleo estaba formado por pelotones compuestos por hombres de los Fusileros de Assam. Como parte de esta fuerza, los pelotones de los Fusileros de Assam se utilizaron como fuerzas de cobertura durante las últimas fases de la Campaña de Birmania. Otros elementos lucharon en las "cajas" defensivas alrededor de Kohima, mientras que otro, del 4º Batallón, entrenado como tropas aerotransportadas, fue lanzado cerca del río Sittang, detrás de las líneas japonesas. El 1er Batallón, como parte de la Brigada Lushai, fue enviado por delante del resto de la fuerza para proporcionar resistencia en las Montes Chin. Como testimonio de la actuación de los hombres de los Fusileros de Assam durante la guerra, los miembros de la unidad recibieron cuarenta y ocho condecoraciones a la gallardía. Entre ellas: tres MBE, cinco Cruces Militares, cuatro Órdenes de la India Británica, una Orden del Mérito de la India, trece Medallas Militares, quince Medallas por Servicios Distinguidos de la India y siete Medallas del Imperio Británico.

### Período de posguerra

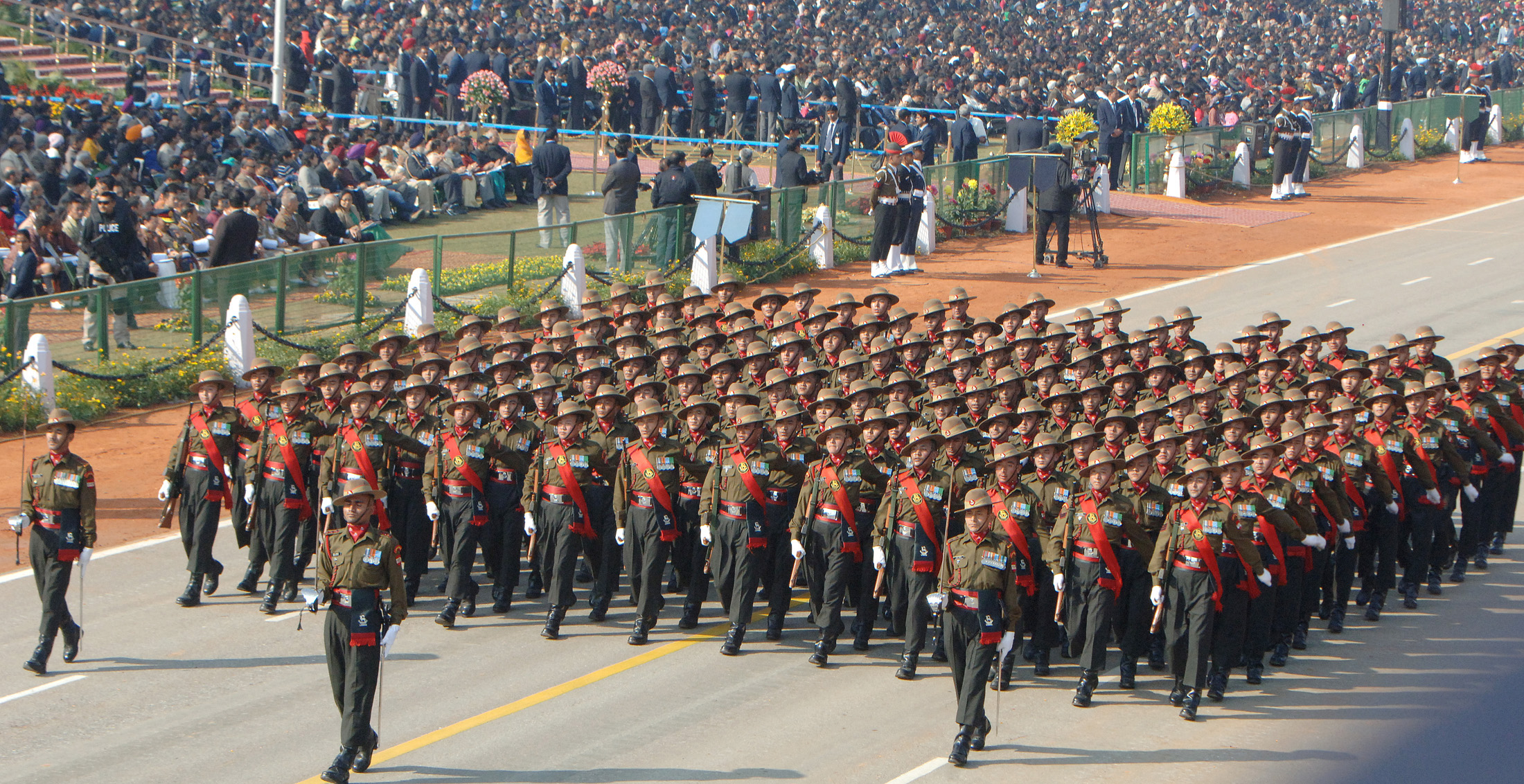
Personal de los Fusileros de Assam

Tras el final de la guerra, los cinco batallones de los Fusileros de Assam pasaron a formar parte de la policía civil, dependiente del Inspector General de Policía de Assam.Sin embargo, tras la independencia, el gobierno indio asignó a los Fusileros de Assam su propio director general, que es enviado en comisión de servicio desde el Ejército de India. A medida que aumentaron gradualmente el número de efectivos y de batallones, el rango del comandante de la fuerza se elevó a director general, que ocupa un teniente general del Ejército indio. El actual director general de los Fusileros de Assam es Pradeep Chandran Nair.
Antes de 1965, esta fuerza dependía del Ministerio de Asuntos Exteriores, que se ocupaba de los asuntos del NEFA. Posteriormente, se transfirió al Ministerio del Interior, conservando el Ejército de la India el control operativo. De una dotación nominal de sólo cinco batallones en 1947, ha pasado a 46, con varios cuarteles generales de alcance. Bajo el cuartel general de la DGAR, en Shillong, funcionan 3 centros de adiestramiento y varias unidades logísticas. La Escuela Pública de los Fusileros de Assam es una institución educativa muy solicitada en el noreste.
El papel de los Fusileros de Assam siguió evolucionando cuando, en 1950, un devastador terremoto asoló la región de Assam y se recurrió a ellos para que colaboraran en la reconstrucción de las zonas y ayudaran en el reasentamiento y la rehabilitación de los afectados.Más tarde, la fuerza fue llamada de nuevo a desempeñar un papel de combate cuando, durante la guerra Chino-India de 1962, se utilizaron elementos para retrasar el avance de las fuerzas chinas de modo que el ejército indio pudiera establecer sus líneas de defensa. Durante este tiempo y desde entonces, los Fusileros de Assam también mantuvieron su papel de mantenimiento de la paz en las zonas septentrionales de la India ante el creciente malestar tribal y la insurgencia. En este entorno, el mantenimiento de la ley y el orden, contrarrestar la insurgencia y tranquilizar a la población de la región se convirtieron en tareas importantes para las fuerzas de seguridad, que inicialmente recayeron en los Fusileros de Assam antes de que el Ejército asumiera el control, y más tarde se recurrió a su experiencia y buena voluntad en la región para ayudar al Ejército a llevar a cabo estas tareas. En reconocimiento a la habilidad de la unidad en operaciones de contrainsurgencia, tres batallones fueron desplegados en la Operación Pawan en Sri Lanka entre diciembre de 1988 y febrero de 1990.
A través de su despliegue en lo que se ha dado en llamar el "cinturón tribal", los Fusileros de Assam han desarrollado una ética que se basa principalmente en la noción de tender la mano de la amistad a los habitantes de la región a pesar de los problemas que allí se han producido.
A partir de una fuerza de 5 batallones en 1947, los Fusileros de Assam han crecido sustancialmente a lo largo de los años. En 1960 había 17 batallones, en 1968 había 21 y en la actualidad hay 46 batallones.Además, la fuerza cuenta con varios cuarteles generales de zona, un centro de entrenamiento que procesa hasta 1.800 reclutas a la vez y varias unidades logísticas.

## Organización
Los Fusileros de Assam constan de un Cuartel General del director general en Shillong, 3 Cuarteles Generales de la Inspección, 12 Cuarteles Generales de Sector, 46 Batallones, un Centro de Entrenamiento y elementos administrativos con una dotación total autorizada de 65.143 efectivos.

### Estructura organizativa
Cuartel General DGAR
Los Fusileros de Assam están mandados por un oficial con rango de Teniente General del Ejército indio, conocido como director general de los Fusileros de Assam (DG AR). El DG AR tiene su oficina en el Cuartel General de la Dirección General del Fusil de Assam en Shillong, a diferencia de otras Fuerzas Armadas Centrales que se encuentran en Delhi.
Cuartel General IGAR
El Cuartel General Inspector de los Fusileros de Assam es el siguiente en la cadena de mando después del Cuartel General MGAR.
Cuarteles Generales de Sector
Los cuarteles generales de sector están dirigidos por oficiales del Ejército de Tierra con rango de brigadier. El Cuartel General de Sector ejerce mando y control directos sobre los Batallones de los Fusileros de Assam desplegados en su área de responsabilidad.
Grupo de Mantenimiento de los Fusileros de Assam (MGAR)
Los Grupos de Mantenimiento situados en diversos lugares proporcionan el apoyo administrativo necesario a las formaciones y batallones de los Fusileros de Assam desplegados sobre el terreno. Los MGAR están mandados por oficiales del Ejército con rango de Teniente Coronel.
Taller
Los talleres están ubicados junto a los MGAR para proporcionar cobertura de reparación y recuperación a las formaciones desplegadas sobre el terreno. Estos talleres proporcionan además destacamentos a los Cuarteles Generales de Sector para proporcionar cobertura de reparación y recuperación lo más adelante posible a los batallones.

### Áreas cubiertas
Las zonas cubiertas por el Fusil de Assam se dividen a su vez en sectores:
Fusileros de Assam Norte - Kohima, Nagaland
- Sector 5 - Kohima, Nagaland
- Sector 6 - Dimapur, Nagaland
- Sector 7 - Tuensang, Nagaland
- Sector 25 - Lekhapani, Assam

Fusileros de Assam Sur - Imfal, Manipur
- Sector 9 - Imfal, Manipur
- Sector 10 - Ukhrul Sur, Manipur
- Sector 26 - Thoubal, Manipur
- Sector 27 - Churchandrapur, Manipur
- Sector 28 - Kakching, Manipur

Fusileros de Assam Este - Silchar, Assam
- Sector 21 - Agartala, Tripura
- Sector 22 - Haflong, Assam
- Sector 23 - Aizawl, Mizoram

Centro y Escuela de Formación de los Fusileros de Assam - Dimapur, Nagaland

### OrBat
- 1 Batallón Kohima (1 Fusileros de Assam) IGAR Norte
- 2 Batallón Aizawl (2 Fusileros de Assam) (Segundo), Mizoram
- 3 Batallón Lunglei (3 Fusileros de Assam) IGAR Este: Tuipang, Mizoram
- 4 Batallón Mantripukhri (4 Fusileros de Assam)
- 5 Batallón Dimapur (5 Fusileros de Assam)
- 6 Batallón Khonsa (6 Fusileros de Assam) IGAR Norte
- 7 Batallón Ghaspani (7 Fusileros de Assam) IGAR Norte
- 8 Batallón Chassad (8 Fusileros de Assam)
- 9 Batallón Changlang (9 Fusileros de Assam) IGAR Norte
- 10 Batallón Noney (10 Fusileros de Assam)
- 11 Batallón Haflong (11 Fusileros de Assam) (Doble Primera) IGAR Este
- 12 Batallón Joypur (12 Fusileros de Assam)
- 13 Batallón Sehlon (13 Fusileros de Assam) IGAR Sur
- 14 Batallón Chieswama (14 Fusileros de Assam)
- 15 Batallón Sajik Tampak (15 Fusileros de Assam) IGAR Sur
- 16 Batallones Keithelmanbi (16 Fusileros de Assam) IGAR Sur: Distrito de Imfal Este, Manipur.
- 17 Batallón Lokra (17 Fusileros de Assam)
- 18 Batallón Agartala (18 Fusileros de Assam)
- 19 Batallón Jairampur (19 Fusileros de Assam) (Magníficos Diecinueve)IGAR Norte
- 20 Batallón Tengnoupal (20 Fusileros de Assam) IGAR Sur
- 21 Batallón Modi (21 Fusileros de Assam)
- 22 Batallón Jwalamukhi (22 Fusileros de Assam) (Bais Bahadur)
- 23 Batallón Mokokchung (23 Fusileros de Assam) IGAR Norte

- 24 Batallón Shangshak (24 Fusileros de Assam)
- 25 Batallón Churachandpur (25 Fusileros de Assam)
- 26 Batallón Paribal Tekri (26 Fusileros de Assam) (Ujjawal Chhabbees)
- 27 Batallón Thoubal (27 Fusileros de Assam) (Cálaos magníficos)
- 28 Batallón Tuensang (28 Fusileros de Assam) IGAR Norte
- 29 Batallón Khoupum (29 Fusileros de Assam)
- 30 Batallón Joupi (30 Fusileros de Assam)
- 31 Batallón Loktak (31 Fusileros de Assam) IGAR Sur
- 32 Batallón Zunheboto (32 Fusileros de Assam) (Tenaces Treinta y Dos)
- 33 Batallón Maram (33 Fusileros de Assam); Distrito de Chandel, Manipur
- 34 Batallón Wusan (34 Fusileros de Assam)
- 35 Batallón Somsai (35 Fusileros de Assam)
- 36 Batallón Jalukie (36 Fusileros de Assam) IGAR Norte
- 37 Batallón Phundrei (37 Fusileros de Assam) IGAR Sur
- 38 Batallón Shukhuvi (38 Fusileros de Assam)
- 39 Batallón Srikona (39 Cuerpo B y D de las Fusileros de Assam)
- 40 Batallón Longding (40 Fusileros de Assam) IGAR Norte
- 41 Batallón Kiphire (41 Fusileros de Assam): Distrito de Kiphire, Nagalan
- 42 Batallón Serchhip (42 Fusileros de Assam) Mizoram
- 43 Batallón Moreh (43 Fusileros de Assam) IGAR Sur
- 44 Batallón Tamenglong (44 Fusileros de Assam) IGAR Este
- 45 Batallón Shamator (45 Fusileros de Assam)
- 46 Batallón Khuga (46 Fusileros de Assam)

## Decoraciones
Los miembros de los Fusileros de Assam han recibido las siguientes condecoraciones militares
Premios Pre-Independencia
| Premio                                             | Veces premiado |
| -------------------------------------------------- | -------------- |
| Comandante de la Orden del Imperio Británico       | 1              |
| Miembro de la Orden del Imperio Británico (MBE)    | 3              |
| Miembro de la Orden del Imperio Indio (CIE)        | 2              |
| Orden del Mérito de la India                       | 13             |
| Medalla de la Policía del Rey (KPM)                | 11             |
| Cruz Militar (MC)                                  | 5              |
| Orden de la India Británica (OBI)                  | 6              |
| Medalla al Servicio Distinguido de la India (IDSM) | 31             |
| Medalla militar (MM)                               | 25             |
| Medalla del Imperio Británico (BEM)                | 7              |
| Mencionado en los despachos                        | 4              |

Premios Post - Independencia
| Premio                      | Veces premiado |
| --------------------------- | -------------- |
| Ashoka Chakra               | 4              |
| Medalla Param Vishisht Seva | 10             |
| Kirti Chakra                | 33             |
| Uttam Yudh Seva Medal       | 1              |
| Medalla Ati Vishisht Seva   | 23             |
| Vir Chakra                  | 5              |
| Shaurya Chakra              | 147            |
| Medalla Yudh Seva           | 12             |
| Medalla Sena                | 400            |
| Medalla Vishisht Seva       | 97             |
| Mencionado en los despachos | 39             |

## Director general de los Fusileros de Assam
El director general de los Fusileros de Assam (DG AR) es el jefe de los Fusileros de Assam. El DG AR mantiene una oficina en el Cuartel General DG AR en Shillong. Nombrado por el Gobierno de la India, el DG AR depende del Ministro del Interior. El titular de este rango es un Teniente General del Ejército de la India. El cargo lo ocupa actualmente Pradeep Chandran Nair.